# ミラクルサマナー キュイ 〜黄昏のルビーと秘密の約束〜
『ミラクルサマナー キュイ 〜黄昏のルビーと秘密の約束〜』（ミラクルサマナー キュイ たそがれのルビーとひみつのやくそく）は韓国のYolim Communicationが開発したオンラインアクションゲーム。ゲームオンがガマニアデジタルエンターテインメントと業務提携をしてサービスを提供していた。

## 概要
ゲームオンがMMORPG以外のコンピューターゲームカテゴリの運営に初めて参入したのが当作品である。
2006年12月にクローズドβサービスを開始し、翌2007年1月14日にオープンβに移行した。
予定では早くても2007年3月中でのアイテム課金による正式サービス開始を目指しており、課金システムの詳細やクエストの実装など着々と準備が進められていたが、プレイヤー数の伸び悩みなどによりひっそりと正式サービスが延期された。
そして正式サービス開始のアナウンスがほとんど行なわれなくなった2007年11月15日にサービス休止が発表され、11月30日午後0時をもって一切接続できなくなった（同時に公式サイトも休止中に切り替わったが、現在は公式サイトにも繋がらなくなっている）。
なお、ゲームオンにおけるオープンβまで公開されたオンラインゲームでサービスが休止されるのは当作品のみである（PI STORYはオープンβサービス前のため中止扱い）。